# セブン・オークスの戦い

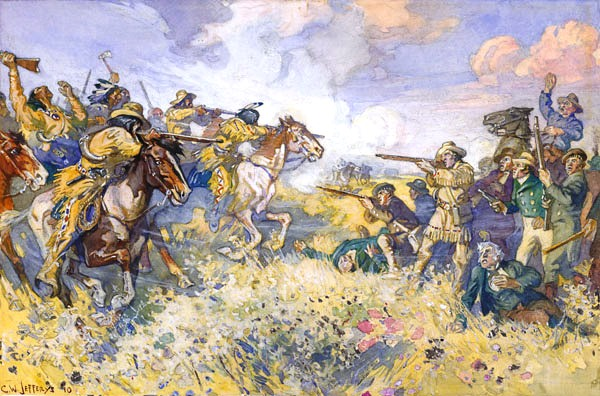
セブン・オークスの戦い

セブン・オークスの戦い（セブン・オークスのたたかい、英語：Battle of Seven Oaks）は、1816年6月19日に、カナダ西部の現在のマニトバ州で、相争う二つの毛皮交易会社、ハドソン湾会社と北西会社が起こした戦闘。北西会社側についたメティ族（Métis、スコットランド系やフランス系白人男性と、オジブワやクリーなど先住民女性との間の子孫たち）の間では「Grenouillièreの勝利」（カエルの平原の勝利）と呼ばれる。
イギリスの国策会社・ハドソン湾会社（HBC）と、モントリオールの毛皮商人が作った北西会社（NWC）は、18世紀末以来カナダ西部の毛皮交易を巡って争っていた。1814年、レッド・リバー植民地（現在のマニトバ州周辺の地域。ハドソン湾会社の大株主だった第5代セルカーク伯爵トーマス・ダグラスが、ハドソン湾会社の領地ルパート・ランドのうちレッド川流域の30万平方kmを譲与させて築いた農業植民地）の知事であったマイルズ・マクドネル（Miles Macdonell）は、植民地の食糧不足から、食品の輸出を禁じる宣言（Pemmican Proclamation、ペミカン宣言）を発した。
ペミカン宣言はこの地に住んでいたメティ族と、北西会社の両方にとって打撃であり、北西会社はこの布告が不公正な毛皮交易独占であるとしてハドソン湾会社側を訴えた。またメティ族の人々は、レッド・リバー植民地の成立と権威を承認しておらず対立しており、イギリス政府が発した「1763年宣言」に照らせば自分たちの方が首尾一貫しているとしていた。北西会社はこの布告やその他の制約を受けて崩壊の危機に瀕し、ハドソン湾会社は北西会社を乗っ取ろうとしたものの失敗に終わっている。
1815年、神経衰弱や衝突によりマクドネルはレッドリバー植民地の知事を辞任し、後任には以前に毛皮交易の経験のないアメリカ人実業家ロバート・センプル（Robert Semple）が赴任した。

メティの旗。この戦いで初めて使われた

1816年、スコットランド系メティで北西会社の一員でもあったカスバート・グラント（Cuthbert Grant）はメティの集団を率い、ハドソン湾会社のペミカン補給所（このペミカンはハドソン湾会社がメティから奪ったものであった）を占拠した。彼らは蓄えられていたペミカンを北西会社の交易商人たちに売るため、レッド川沿いのフォート・ダグラス（現在のマニトバ州ウィニペグ）の南にある集合地点へ向かい、交易商人たちと合流した。一方、センプル知事と入植者およびハドソン湾会社関係者らもこの集合地点（ハドソン湾会社側は「セブン・オークス」と呼んでいた）へと向かった。センプルはメティらと口論になり、銃撃戦になった。当初の報告ではメティ側が先制攻撃したとされていたが、実際はセンプルの部下が先に撃ったと考えられている。しかしメティらは射撃に熟練している上、人数で3倍とセンプルらを圧倒しており、センプルらに勝ち目はなかった。60人ほどのメティおよび北西会社側には戦死者が1人出たものの、相手側は24人のうちセンプル知事自身を含む22人が戦死した。
この戦いでハドソン湾会社のセルカーク伯爵らは北西会社の幹部や、セブン・オークスでの戦いに関係した者の多くを逮捕した。後に、この事件を調査するために設立された王立委員会はメティらを免罪し、カスバート・グラントは北西会社がハドソン湾会社に併合された後、ハドソン湾会社の重要人物となった。